# Enrique A. Carrillo
Enrique A. Carrillo Navarrete (n. Lima, 1877 – m. ídem, 16 de noviembre de 1936) fue un escritor, poeta, diplomático y  periodista peruano, que escribió con el pseudónimo de Cabotin (que significa “bufón” en francés). Como escritor se circunscribe en el modernismo, al cual se adhirió desde su temprana juventud. Fue uno de los mejores prosistas peruanos del siglo XX, tal como se vislumbra en sus magníficas crónicas o relatos breves. Sobre él, Luis Alberto Sánchez dice que “conservó hasta sus últimos días un rostro de niño feliz: redondo, sonriente, lampiño, al cual su inconmensurable miopía daba un aire de curiosidad burlona.”

## Biografía
Fue hijo de Enrique E. Carrillo, periodista redactor del diario El Comercio, y Cristina Navarrete. Siendo todavía niño destacó como estudiante, ganando en 1888 la medalla de oro otorgada por el Concejo Provincial de Lima en el Concurso General de la Escuelas Libres y Municipales.  Muy joven fue adscrito a la misión acreditada ante el Tribunal de Berna, en Suiza (1896-1900). Al volver nuevamente en Lima, desplegó su actividad en el periodismo. Comenzó a escribir en las revistas Actualidades (1903-1908) y Prisma (1903-1907). Empezó a colaborar en el diario La Prensa a partir del 16 de enero de 1904. También escribió en El Diario que dirigía Enrique Castro Oyanguren, y cuya conducción se le encomendó poco después.  Otras publicaciones donde apareció su nombre fueron El Comercio, Contemporáneos y Mercurio Peruano, en cuyas páginas dio a conocer El Fierito, una novela que no fue editada en formato de libro. En 1905 publicó una novela epistolar titulada Cartas a una turista.
En varios de las publicaciones donde colaboró creó una columna que le ganó muchos lectores, haciéndose muy popular: se titulaba "Viendo pasar las cosas", donde volcó sus magníficas crónicas literarias, dedicadas a los sucesos cotidianos de Lima, en un estilo comparable al de Ventura García Calderón. Dicha columna apareció entre 1905 y 1914 en Actualidades, El Diario, La Patria, La Prensa y La Opinión Nacional; en la década de 1920 la reanudó en la revista Mundial, pero no duró mucho (solo apareció entre 1927 y 1929).
En 1916, José María Eguren le solicitó un prólogo  para su libro de poemas La canción de las figuras, lo que significaba que había logrado hacerse de un nombre. Este memorable prólogo inició con perspicacia la revaloración de Eguren, en una época en que éste todavía era un poeta marginal. Es uno de los pocos ejemplos de su aguda crítica literaria que se conserva.
Nombrado segundo secretario de la Legación en Brasil (1910) y ascendido a primer secretario (1911), pasó a Colombia como Encargado de negocios (1916) y con la misma categoría a Costa Rica (1920). De regreso en Lima, colaboró asiduamente en El Comercio y Mercurio Peruano. Y acreditado como Ministro Plenipotenciario en Colombia (1932), hubo de interrumpir su misión debido a la crisis ocasionada por la posesión de Leticia. Fue miembro de la Academia Peruana de la Lengua.

## Obras
Publicó:
- Cartas a una turista (1905), novela epistolar, considerada la primera novela modernista del Perú. Es una pequeña pieza maestra en el arte de novelar la frivolidad de las costumbres de la alta sociedad. Está ambientada a principios del siglo XX en el entonces aristocrático balneario de Chorrillos, recreado con el nombre de Trapisonda. La novela está compuesta de doce extensas cartas que la protagonista Gladys dirige a su amiga Annie. Gladys es una joven inglesa en busca de novio, y como resultado de ello inicia un fallido romance con el limeño Cardoso. Se cree ya casi comprometida cuando el galán le toma por unos momentos una de sus manos, presionándola suavemente, durante un paseo a burro. Despliega un lenguaje cuidado y elegante, ornamentado con giros en francés e inglés que apuesta por la sutileza y la sugerencia. Demuestra además un conocimiento sutilísimo del alma femenina.

- Viendo pasar las cosas (1915), selección de algunas crónicas publicadas bajo el mismo epígrafe en la prensa periódica, entre 1905 y 1914. Dejando de lado los grandes temas políticos e intelectuales, Cabotín se aboca a los pequeños detalles de la vida cotidiana de la Lima de los primeros años del siglo XX, especialmente de la vida de las limeñas: "La ciudad de las viejas" (sobre las viejas beatas de comienzos del siglo XX), "Fiesta de caridad", "Emancipadas", "Las presidentas del Perú", "El día de una limeña", son algunos títulos de antología. Cabotín se muestra como testigo irónico y burlón, pero también amable y melancólico. Estas crónicas son modelos de concisión, expresividad y originalidad.

- Ápice (1930), poesías. En este campo se ha dicho que Cabotín “resulta continuador de [Rubén] Darío” por “su aire afrancesado, nostalgia, mezcla de sentimiento y de paganismo greco latino”.

En el 2007 se publicó una recopilación de las obras de Cabotín: Enrique A. Carrillo (Cabotín) / Obras reunidas, con edición y prólogo del investigador y crítico Miguel Ángel Rodríguez Rea. Reúne todas las obras anteriormente mencionadas, así como recopilaciones de textos que hasta entonces no habían sido publicados en formato de libro: cuentos, ensayos literarios, poemas, crónicas, grupo que ocupa la mitad de las 800 páginas del volumen (Lima, PUCP, 2007).

## Influencias y estilo
De él se dijo: “Tuvo dos influencias preponderantes: la de los modernos franceses y la de los eternos clásicos de España. La primera le aconsejó el cuidado del ingenio, la ironía blanda que raspa sin destrozar, disimulado gesto de tristeza, manera elegante de convertir el suspiro en sonrisa. Le vino de la segunda la intransigente vigilancia estilística, el deseo de la forma más elegante posible, el afán de la palabra precisa y el horror de la vulgaridad.”
Según Luis Alberto Sánchez, Cabotin es uno de los grandes escritores modernistas, tal vez el de más raza, que haya tenido el Perú. Si bien se le recuerda más como prosista, su poesía, aunque poca, es también rescatable. Cultivó el verso breve, acendrado, musical. Inauguró el periodismo poético en sus crónicas de Viendo pasar las cosas.